# ZiU-11
Die Oberleitungsbusse (Obusse) der Bauart ZiU-11 (russisch ЗиУ-11, in deutscher Transkription SiU-11) wurden von 1972 bis 1973 im Urizki-Werk (Завод имени Урицкого/Sawod imeni Urizkowo), heute Trolsa (Тролза), in Engels (zunächst Sowjetunion, heute Russland) gebaut. Der ZiU-11 ist eine Variante des ZiU-9 mit verkürztem Wagenkasten.
Bereits vom ZiU-5, dem seit 1959 gebauten sowjetischen Standardobus, gab es seit 1966 mit dem ZiU-7 eine Variante mit verkürztem Wagenkasten, um dem Bedarf auf Linien mit geringerem Verkehrsaufkommen zu entsprechen. Obwohl diese keinen Erfolg hatte und nicht in die Serienproduktion ging, wurde bereits bei der Projektierung des ZiU-9 als Nachfolger des ZiU-5 erneut eine verkürzte Version vorgesehen, die allerdings ebenso wie der ZiU-9 drei Türen erhalten sollte.
Auf der Basis des Prototyps des ZiU-9 von 1970 wurde 1971 die Planung des ZiU-11 aufgenommen. Der Wagenkasten wurde um ein Fensterfeld zwischen erster und zweiter Tür verkürzt, wodurch der Aufbau etwa einen Meter kürzer wurde. Die Sitzplatzanzahl verringerte sich dadurch von 32 auf 22. 1972 wurden zwei Prototypen hergestellt. Die Typenbezeichnung ZiU-11 aus der Projektierungsphase wurde in ZiU-681 (russisch ЗиУ-681) geändert, diese Bezeichnung setzte sich für diesen Typ jedoch nicht durch. Die Prototypen entsprachen der ersten Serie des ZiU-9B/ZiU-682B mit schmalem Wulst am Dachübergang und Lüftungsöffnungen oben an der Front. 1973 wurden fünf Serienfahrzeuge gebaut, die den gleichzeitig gebauten ZiU-9B/ZiU-682B (ohne Wulst, aber noch mit eckigen Radausschnitten) entsprachen. Die Erprobung der Prototypen lief noch bis 1974, blieb aber folgenlos, da der ZiU-11 zugunsten des ZiU-9 aus der Produktionsplanung gestrichen wurde.
Die ZiU-11 kamen in Tscheboksary und Wolgograd zum Einsatz, die exakte Verteilung auf die Einsatzbetriebe ist allerdings nicht nachweisbar. Die ZiU-11 wurden bis Ende der 1980er Jahre ausgemustert, es blieb kein Exemplar erhalten.